# Chicomecoatl
Chicomecoatl ("Zeven Slangen") de godin van het maïs in de Azteekse mythologie. Ze wordt soms ook wel de "Godin van Voeding" genoemd, een godin van overvloed en met het vrouwelijke aspect van maïs. 
Elk jaar werd in september een jong meisje, dat Chicomecoatl voorstelde, geofferd. De priesters onthoofdden het meisje, verzamelden haar bloed en goten dit vervolgens uit over het beeld van de godin. Het lichaam werd vervolgens gevild, waarna de huid door een priester werd gedragen. 
De godin verschijnt in diverse vormen: een meisje met bloemen, een vrouw wier omhelzing een zekere dood betekent en als een moeder die de zon met zich meedraagt als een schild. Ze wordt ook wel gezien als de vrouwelijke tegenhanger van de maïsgod Cinteotl, hun symbool is een oor van maïs. Ze wordt soms ook wel Xilonen (de harige) genoemd, wat refereerde aan de haren op ongepelde maïskolven en was getrouwd met Tezcatlipoca.
Ze verscheen vaak met attributen van Chalchiuhtlicue, zoals een hoofddeksel met korte lijnen die langs haar kaken wreven. Ze is meestal te herkennen aan het feit dat ze oren van maïs draagt.

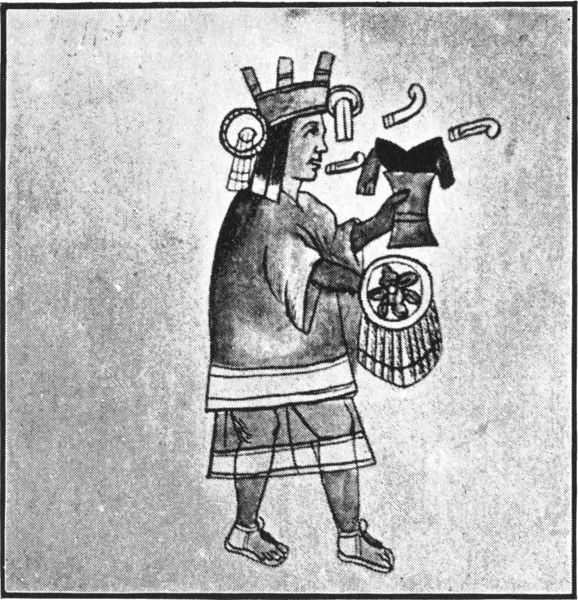
Chicomecoatl
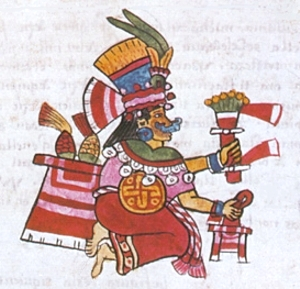
Chicomecoatl
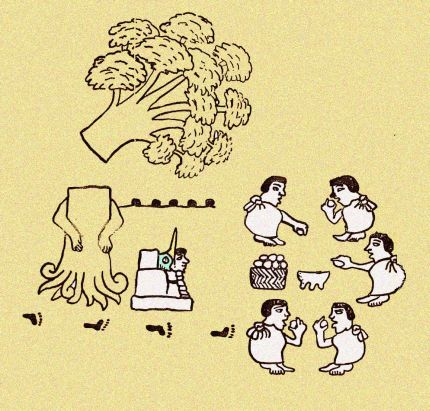